# Amtsgericht Naila

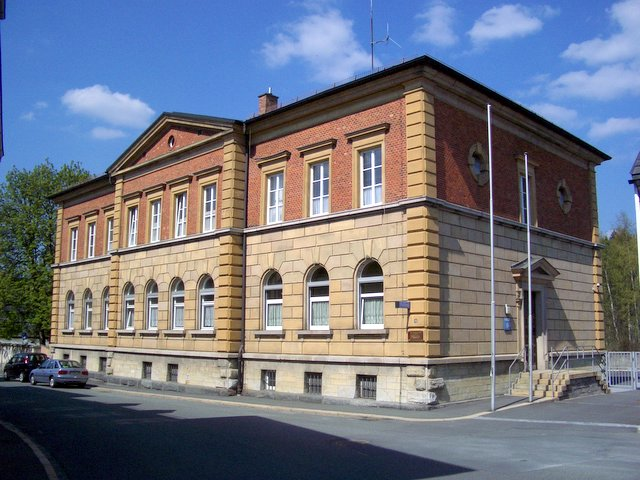
Ehemaliges Amtsgericht Naila (2006)

Das Amtsgericht Naila war von 1879 bis 1973 ein bayerisches Gericht der ordentlichen Gerichtsbarkeit mit Sitz in der Stadt Naila.

## Geschichte
Im Jahre 1812 wurde im Verlauf der Verwaltungsneugliederung Bayerns das Landgericht Naila errichtet. Anlässlich der Einführung des Gerichtsverfassungsgesetzes am 1. Oktober 1879 kam es zur Errichtung eines Amtsgerichts in Naila, dessen Bezirk identisch mit dem vorherigen Landgerichtsbezirk Naila war und daher die damaligen Gemeinden Baiergrün, Bernstein am Wald, Bobengrün, Carlsgrün, Culmitz, Döbra, Dörnthal, Froschgrün, Geroldsgrün, Haidengrün, Issigau, Kemlas, Lichtenberg, Lippertsgrün, Löhmar, Marlesreuth, Marxgrün, Meierhof, Naila, Neudorf, Neuhaus, Obersteben, Räumlas, Reitzenstein, Rodesgrün, Schauenstein, Schwarzenbach am Wald, Schwarzenstein, Selbitz, Straßdorf, Thierbach, Untersteben, Volkmannsgrün, Weidesgrün und Windischengrün umfasste. Die übergeordneten Instanzen waren das Landgericht Hof und das Oberlandesgericht Bamberg.
Durch die Aufhebung des Amtsgerichts Nordhalben am 1. Oktober 1929 erweiterte sich der Amtsgerichtsbezirk Naila noch um die Gemeinden Langenbach und Steinbach bei Geroldsgrün.
Mit Inkrafttreten des Gesetzes über die Organisation der ordentlichen Gerichte im Freistaat Bayern (GerOrgG) am 1. Juli 1973 wurde das Amtsgericht Naila aufgehoben und dessen Bezirk dem Amtsgericht Hof zugeteilt.

## Gerichtsgebäude
Das Gericht befand sich in einem zweigeschossigen Walmdachbau am Anger 24. Das 1890 aus Sandstein errichtete Gebäude steht unter Denkmalschutz.